# عائلة مانسون
عائلة مانسون جماعة طائفة دينية نشطت في ولاية كاليفورنيا في أواخر الستينات وأوائل السبعينات التي كان يقودها تشارلز مانسن. أرتكب أعضاء جماعة سلسلة عمليات قتل مروعة عكرت أجواء السلام كاليفورنيا، حيث قُتل تسعة أشخاص في غضون خمسة أسابيع فقط بمن فيهم الممثلة شارون تايت في ظروف وحشية، كان معظم أعضاء المجموعة من النساء الشابات من خلفيات الطبقة الوسطى، وكثير منهم تطرفوا بسبب تعاليم مانسون واستمدتهم ثقافة الهبي والعيش الجماعي. الذين عاشوا نمط حياة غير تقليدي مع الاستخدام المعتاد للأدوية المهلوسة.
أُطلق سراح مانسون من السجن بتهمة ارتكاب جرائم تافهة في عام 1967 ، وانتقلت العائلة إلى سان فرانسيسكو وبعد ذلك إلى مزرعة مهجورة في وادي سان فرناندو. وفقا لعضو المجموعة سوزان أتكينز، اعتقدت العائلة أن مانسون كان مظهرا من مظاهر يسوع وأن نبوءاته كانت موثوقة فيما يتعلق بحرب وشيكة ونهاية العالم. لقد اكتسبوا اهتمامًا دوليًا بعد مقتل الممثلة شارون تيت وأربعة آخرين في 9 أغسطس 1969. وقد ارتكبت عمليات القتل كل من تكس واتسون وسوزان أتكينز وباتريشيا كرينوينكل. كانت ليندا كاسابيان حاضرة أيضًا ولكنها لم تشارك. كان أعضاء المجموعة مسؤولين أيضًا عن عدد من جرائم القتل الأخرى والاعتداءات والجرائم البسيطة والسرقات.

## الأعضاء والمنتسبون
- تشارلز مانسن (توفي عام 2017)
- تيكس واتسون
- بوبي بوسولي
- سكويكي فروم
- سوزان اتكينز (توفي عام 2009)
- باتريشيا كرينوينكل
- ليزلي فان هوتين
- كليم غروغان
- مشاركة كاثرين
- ليندا كاسابيان
- دينيس ويلسون (توفي عام 1983)
- تيري ميلشر (توفي عام 2004)
- فيل كوفمان
- بروس إم ديفيس
- ساندرا جود
- جريج جاكوبسون
- جورج سبان (توفي 1974)
- بول واتكينز (توفي عام 1990)
- روث آن مورهاوس
- نانسي بيتمان
- كاثرين لوتسينغر
- إيلا جو بيلي
- كاثرين جيليس
- شيري كوبر
- داني ديكارلو
- بروكس بوستون
- باربرا هويت (توفت 2017)
- ماري برونر
- بحيرة ديان
- ديردري شو[8]
- ديانا مارتن